# Eulycia grisea
Eulycia grisea là một loài bướm đêm trong họ Geometridae.